# 厄尼·罗斯
厄內斯特·羅斯（英語：Ernest Ross，1942年7月27日—2021年10月17日）是英國政治家，曾於1979年至2005年代表西鄧迪選區出任英國國會國會議員。他是英國工黨黨員。

## 早年境況
厄尼·羅斯於1942年7月27日出生在英國蘇格蘭的鄧迪， 他父母都是國家收納機公司的僱員。在進入聖約翰羅馬天主教高級中學之前，他在聖約瑟夫和聖瑪麗小學完成了初級教育。 畢業後，他先是在造船廠擔任工程師；隨後他跳槽至天美時擔任高級質量控制工程師。 厄尼·羅斯於1973年加入工黨。

## 政治生涯
厄尼·羅斯在1979年5月大選中成為西鄧迪國會選區的當選國會議會，成功取代彼得·多伊格進軍英國國會。 他在1981年英國工黨副主席選舉選舉中支持了托尼·本恩。 羅斯在西鄧迪國會選區連續五次勝選，直至他在2005年大選中宣佈退休。 他的國會議員席位由吉姆·麥克高文接任。
履職英國國會議員期間，厄尼·羅斯於1997年7月至1999年3月擔任外交事務專責委員會委員；1996年10月至1997年3月擔任標準及特權委員會委員；1995年11月至1997年3月擔任教育和就業委員會（Education & Employment Committee）委員。與此同時在1987年6月至2005年5月期間，羅斯還在審斷人法庭任職。
1999年，厄尼·羅斯還在外交事務專責委員會擔任委員期間向時任外交大臣的羅賓·庫克洩露了一份有關桑德萊恩事件和塞拉利昂的報告草案，而庫克隨後在報告正式發佈前的一次採訪中錯誤地提到了調查結果。 這導致羅斯不得不從外交事務專責委員會辭職並被下議院停職10天。 他也因此被戲謔為“水管工”，諷刺其有“修復洩露”的能力。
厄尼還是巴勒斯坦民族主義的熱血支持者，因此他也得了“西岸納布盧斯議員”的稱號。 他在1980年支持鄧迪市議會所做出的將鄧迪市與納布盧斯結為友好城市的決議。 次年4月，他還隨鄧迪市友好代表團造訪了納布盧斯和科威特城。

## 個人生活
厄尼·羅斯在1964年與簡·莫德（Jane Moad）結婚，他們的婚姻一直持續到羅斯辭世。他們在婚後育有三個小孩：史蒂芬（Stephen）、阿里（Ali）和凱倫（Karen）。
羅斯在他擔任國會議員的第一個任期就被確認罹患癌症，但在阿爾弗雷德·庫斯切裡的腹腔鏡手術後得以痊愈。
2021年10月17日，厄尼·羅斯在鄧迪離世，享年79歲。

## 外部連接
- 厄尼·羅斯擔任英國國會國會議員時貢獻 （页面存档备份，存于）（英文）

| 大不列颠及北爱尔兰联合王国国会 | 大不列颠及北爱尔兰联合王国国会    | 大不列颠及北爱尔兰联合王国国会 |
| ------------------------------ | --------------------------------- | ------------------------------ |
| 前任： 彼得·多伊格             | 西鄧迪選區國會議員 1979年－2005年 | 繼任： 吉姆·麥克高文           |